# أبرار أحمد
أبرار أحمد (31 يوليو 1971 بحيدر آباد في الهند - ) هو لاعب كريكت هندي.

## وصلات خارجية
- أبرار أحمد على موقع إي آس بي آن كريك إنفو (الإنجليزية)